# Anarco-skin

Simbolo do anarquismo

Anarco-skin ou anarco-skinhead é um skinhead anarquista simpatizante do antifascismo e da postura da classe operária militante. Há muitos anarco-skinheads que não estão em qualquer grupo ou organização, alguns estão envolvidos com os grupos explicitamente anarquistas como A.S.A.P. nos Estados Unidos, F.A.S.H. na Espanha e em partes da América Latina e outros estão envolvidos no R.A.S.H. que é uma organização que não envolve apenas skinheads arnarquistas mas também comunistas.

## Grupos de anarco-skins
- A.S.A.P. - Anarchist Skins And Punks (Estados Unidos)
- F.A.S.H. - Federación Anarco Skinhead (Espanha e América Latina)
- R.A.S.H. - Red and Anarchist Skinheads (Mundial)